# Two Eleven
Albums de Brandy
Human
(2008)
Singles
1. Put It Down
Sortie : 4 mai 2012
2. Wildest Dreams
Sortie : 28 août 2012

Two Eleven est le sixième album studio de Brandy, sorti en 2012. 
Pour ce nouvel opus, la chanteuse a fait appel à des producteurs tels que Rico Love, Jim Jonsin, Danja, Mario Winans, Warryn Campbell ou encore  Mike Will Made It. Les chanteurs Chris Brown, Frank Ocean, Sean Garrett et Drake collaborent avec Brandy. 
L'album s'est classé 1er au Top R&B/Hip-Hop Albums et 3e au Billboard 200.

## Liste des titres
| No  | Titre                               | Auteur                                                                              | Contient un (des) sample(s) de                                                      | Durée |
| --- | ----------------------------------- | ----------------------------------------------------------------------------------- | ----------------------------------------------------------------------------------- | ----- |
| 1.  | Intro                               |                                                                                     |                                                                                     | 0:57  |
| 2.  | Wildest Dreams                      | Sean Garrett, Justin « The Bizness » Henderson, Christoper « The Bizness » Whitacre |                                                                                     | 4:25  |
| 3.  | So Sick                             | Garrett, Shondrae Crawford                                                          |                                                                                     | 4:31  |
| 4.  | Slower                              | Chris Brown, Brandy Norwood, Breyon Prescott, Amber Streeter, Dave Taylor           | Fluorescences de Stereolab                                                          | 2:57  |
| 5.  | No Such Thing as Too Late           | Rico Love, Jim Jonsin, Danny Morris                                                 |                                                                                     | 4:01  |
| 6.  | Let Me Go                           | Crawford, Garrett, Lykke Zachrisson, Björn Yttling                                  | Tonight de Lykke Li                                                                 | 3:17  |
| 7.  | Without You                         | Eric Bellinger, Courtney Harrell, Norwood, Prescott, Harmony Samuels                |                                                                                     | 4:12  |
| 8.  | Put It Down (featuring Chris Brown) | Dwayne « Dem Jointz » Abernathy, Brown, Crawford, Garrett                           |                                                                                     | 4:06  |
| 9.  | Hardly Breathing                    | Love, Pierre Medor                                                                  |                                                                                     | 3:55  |
| 10. | Do You Know What You Have?          | Garrett, Norwood, Prescott, Pierre « P-Nasty » Slaughter, Michael Williams II       |                                                                                     | 3:28  |
| 11. | Scared of Beautiful                 | Christopher Breaux, Warryn Campbell, Prescott                                       | The Magic Mirror (extrait de la bande originale de Blanche-Neige et les Sept Nains) | 3:46  |
| 12. | Wish Your Love Away                 | Brandon Johnson, Tiyon « TC » Mack, Ryuichi Sakamoto, Mario Winans                  | Seven Samurai: Ending Theme de Ryuichi Sakamoto                                     | 3:19  |
| 13. | Paint This House                    | Love, Eric Goody II, Earl Hood, Medor                                               |                                                                                     | 3:59  |
| 14. | Outro                               |                                                                                     |                                                                                     | 0:57  |

| 14. | Can You Hear Me Now? | Love, Nathaniel Hills  | 5:00 |
| 15. | Music                | Mike Flowers, Prescott | 4:19 |
| 16. | What You Need        | Crawford, Garrett      | 3:08 |
| 17. | Outro                |                        | 0:57 |